# Courtillers
 Courtillers  es una población y comuna francesa, situada en la región de Países del Loira, departamento de Sarthe, en el distrito de La Flèche y cantón de Sablé-sur-Sarthe.

## Demografía
| 196 | 182 | 204 | 393 | 469 | 627 |
| Para los censos de 1962 a 1999 la población legal corresponde a la población sin duplicidades (Fuente: INSEE [Consultar]) |     |     |     |     |     |